# Radikala landsföreningen
Radikala landsföreningen var ett politiskt parti som bildades i april 1944 med säte i Stockholm. Partiledare var rektorn och tidigare socialdemokraten Gillis Hammar. Partiet var kritiskt till den förda utrikespolitiken, Hammar var känd som flyktingvän, och var allmänt utpräglat liberalt.
Partiet ställde upp i andrakammarvalet 1944 och fick 6 775 röster, dock inga mandat. Radikala landsföreningen ställde bara upp i val i två valkretsar: Stockholms stads valkrets, där partiet fick 4 290 röster, och Göteborgs stads valkrets, där partiet fick 2 485 röster.
Radikala landsföreningen ställde inte upp i andrakammarvalet 1948.